# Coluna de Marco Aurélio
Coluna de Marco Aurélio (em latim: Columna Centenaria Divorum Marci et Faustinae), conhecida também como Coluna Antonina, é uma coluna triunfal romana localizada na Piazza Colonna em Roma. É uma coluna dórica com um grande relevo em espiral em toda a sua extensão construída em homenagem ao imperador Marco Aurélio com base na Coluna de Trajano.

## Construção
Como a inscrição dedicatória original foi destruída, não se sabe se ela foi construída durante o reinado de Marco Aurélio por ocasião de seu triunfo sobre os marcomanos, quados e sármatas em 176 ou por causa de sua morte em 180. Porém, uma inscrição encontrada nas imediações atesta que ela já estava completa em 193.

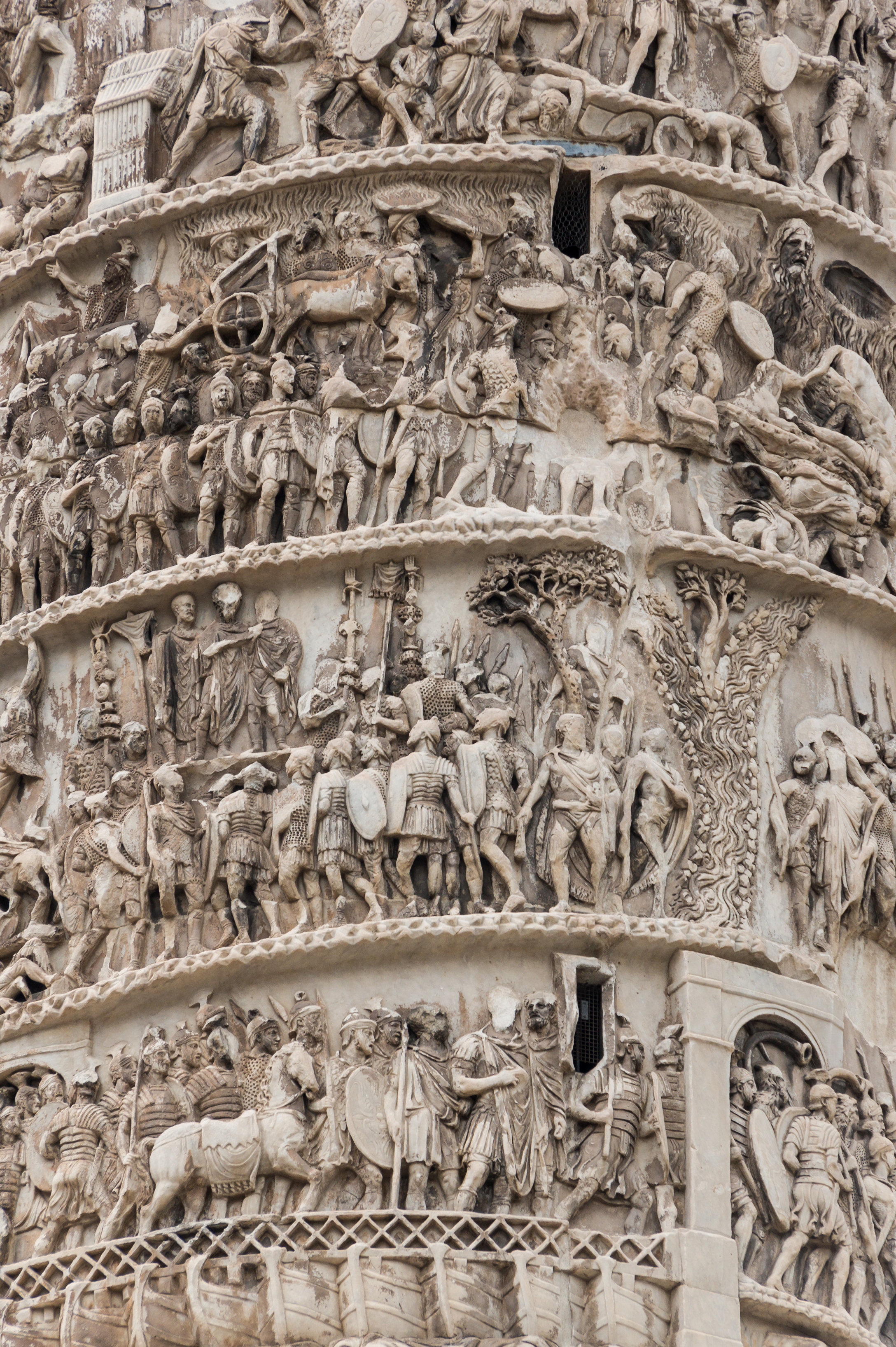
Detalhe do relevo espiral. É possível ver também as pequenas janelas que iluminam o interior da coluna.

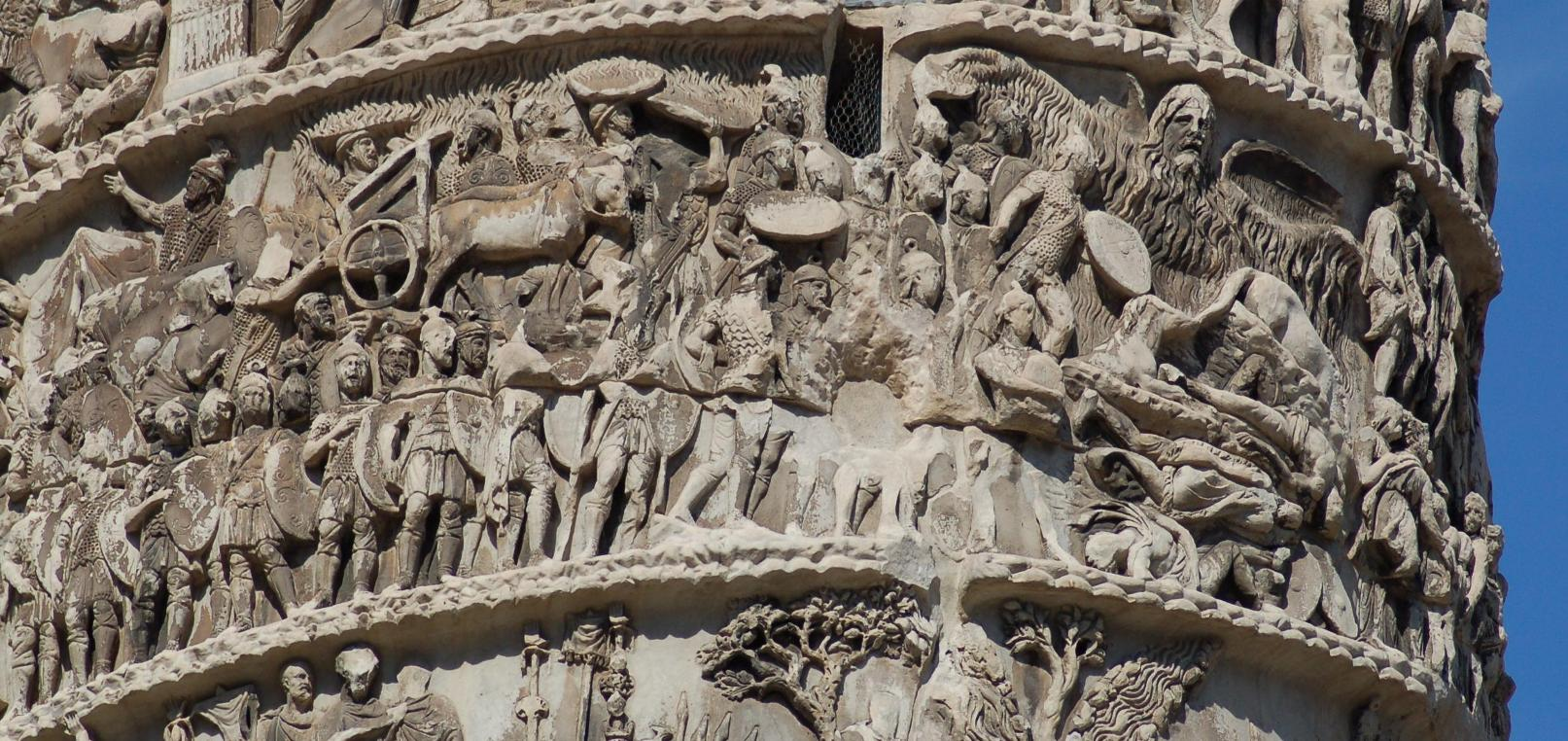
Detalhe do "milagre da chuva".

Em termos da topografia da Roma Antiga, a coluna ficava na porção norte do Campo de Marte, no centro de uma praça. Esta, por sua vez, estava entre o Templo de Adriano e o Templo de Marco Aurélio (dedicado por seu filho Cômodo e do qual nada restou — provavelmente no local do moderno Palazzo Wedekind) ou precinto sagrado deste último. Nas imediações estava o local onde a cremação do imperador ocorreu.
A coluna tem 29,62 metros de altura e está assentada acima de uma base com 10,1 metros. Esta, por sua vez, originalmente ficava num pódio com 3 metros de altura, mas este está abaixo do nível da rua desde a restauração de 1589. A coluna atualmente tem 39,7 metros de altura, mas outros 7 metros da estrutura da base permanecem no subsolo, a parte mais baixa nunca tendo sido escavada. Originalmente, havia também uma estátua - provavelmente do imperador - no topo da coluna, aumentando ainda mais a altura total da estrutura.
Isso explicaria o número de 51,95 metros (ou 175 pés romanos) mencionado nos Catálogos Regionais do século IV d.C.
A coluna é constituída por 27 ou 28 blocos de mármore de Carrara, cada um com 3,7 metros de diâmetro e perfurados ainda na pedreira para permitir a colocação de uma escadaria com 190-200 degraus no interior da coluna e que leva até uma plataforma no topo. Assim como no caso da Coluna de Trajano, esta escadaria é iluminada por estreitas janelas no relevo.

### Relevo
Uma escultura em espiral conta a história da Guerra Marcomana de Marco Aurélio na fronteira do Danúbio, travada por ele de 166 até 180, data de sua morte. A história começa com seu exército atravessando o Danúbio, provavelmente em Carnunto. Uma Vitória separa os relatos de duas campanhas, mas a cronologia exata dos eventos é disputada. A última teoria afirma que as expedições contra os marcomanos e quados em 172 e 173 estão na metade inferior e as vitórias do imperador sobre os sármatas em 174 e 175, na superior.
Um episódio em particular é historicamente atestado na propaganda romana, o chamado "milagre da chuva" no território dos quados, no qual um deus, respondendo a um apelo do imperador, resgatou as tropas romanas de uma terrível tempestade, um milagre que depois seria apropriado pelos cristãos como obra de Deus, como conta Justino Mártir em sua "Primeira Apologia".
Apesar das muitas similaridades com a coluna de Trajano, o estilo é completamente diferente e é um precursor do estilo dramático do século III, mais ligado ao do Arco de Sétimo Severo, erigido logo depois. As cabeças das figuras são desproporcionalmente grandes para que o espectador possa interpretar melhor suas expressões faciais. As imagens foram esculpidas de forma mais grosseira do que na Coluna de Trajano perfurando buracos mais fundos na pedra para aumentar o contraste entre as partes iluminadas e na sombra. Conforme vilas são queimadas, mulheres e crianças são capturadas e levadas e os homens são mortos, a emoção, desespero e sofrimento dos bárbaros na guerra estão representados de forma acurada em cenas singulares e nas expressões faciais e gestos das figuras; já o imperador é representado como protagonista, com total controle sobre os acontecimentos e o ambiente.
A linguagem simbólica é de forma geral muito clara e mais expressiva, ainda que pareça desajeitada a primeira vista, e deixa uma impressão totalmente diferente no espectador em relação ao estilo mais artístico do século II da Coluna de Trajano. No caso desta, um balanço frio e sóbrio e na Coluna de Marco Aurélio, drama e empatia. A linguagem pictórica é inequívoca: a autoridade e o domínio imperial são enfatizados e sua liderança, justificada. No geral, trata-se de uma antecipação do desenvolvimento de um estilo artístico da Antiguidade Tardia e uma primeira expressão artística da crise do Império Romano que se agravaria no século III.

## História
Na Idade Média, escalar a coluna era tão popular que o direito de cobrar uma taxa pelo ato era anualmente leiloado. Atualmente ela serve como peça central da praça em frene ao Palazzo Chigi, conhecida como Piazza Colonna por causa dela.
Cerca de três metros do pódio estão abaixo do nível da rua desde 1589, quando, por ordem do papa Sisto V, a coluna toda foi restaurada por Domenico Fontana e alinhada ao nível do chão da época. Na mesma época, uma estátua de bronze de São Paulo foi colocada no topo da plataforma, seguindo o modelo da Coluna de Trajano, que havia recebido uma de São Pedro em 27 de outubro de 1588. É provável que originalmente houvesse uma estátua de Marco Aurélio no topo, mas ela já havia se perdido no século XVI. Nesta reforma, parte dos relevos danificados foi removida e outros foram destruídas perto da base representando vitórias segurando guirlandas e, do lado de frente para a Via Flamínia, bárbaros sendo subjugados. No lugar foi instalada a seguinte inscrição — que a a chama incorretamente de Coluna de Antonino Pio, que hoje se reconhece estar perdida:
| SIXTVS V PONT MAX    | Sisto V, Sumo pontífice,              |
| COLVMNAM HANC        | restaurou esta coluna espiral,        |
| COCHLIDEM IMP        |                                       |
| ANTONINO DICATAM     | dedicada ao imperador Antonino,       |
| MISERE LACERAM       | lamentavelmente quebrada e arruinada, |
| RVINOSAMQ(UE) PRIMAE | à sua forma original.                 |
| FORMAE RESTITVIT     |                                       |
| A. MDLXXXIX PONT IV  | 1589, 4º ano de seu pontificado.      |

## Localização
| Planimetria do Campo de Marte central |
| --- |
| Termas de Nero Estádio de Domiciano Panteão Basílica de Netuno Termas de Agripa Estagno ? Odeão de Domiciano Ínsulas da época de Adriano Galpões militares? Galpões militares? Galpões militares? Septa Júlia Diribitório Pórtico dos Deuses Água Virgem Arco de Cláudio Pórtico de Vipsânia Quartel da I coorte dos vigiles Iseu Templo de Minerva Calcídica Altar de Marte Via Flamínia Via Flamínia Templo de Adriano Templo de Matídia Teatro de Pompeu Templos do Largo Argentina Pórtico de Minúcio Coluna de Marco Aurélio T. de M. Aurélio e Faustina (?) Arco de M. Aurélio (?) Coluna de Antonino Pio Ustrino de Faustina Maior Ustrino de Faustina Menor Via Reta Pórtico e Templo de Bom Evento Pórtico de Pompeu Arco Novo Pórtico de Meleagro Pórtico dos Argonautas Piazza della Rotonda Vila Pública |